# قلة (بلنسية)
بلدية قُلَّة أو كوللا (بالإسبانية: Culla)‏، هي إحدى بلديات مقاطعة قسلطونة التي تقع في منطقة بلنسية، في شرق إسبانيا.
يبلغ عدد سكانها 651 نسمة وفقاً لإحصائية سنة (2006).